# Caldas (sobrenome)

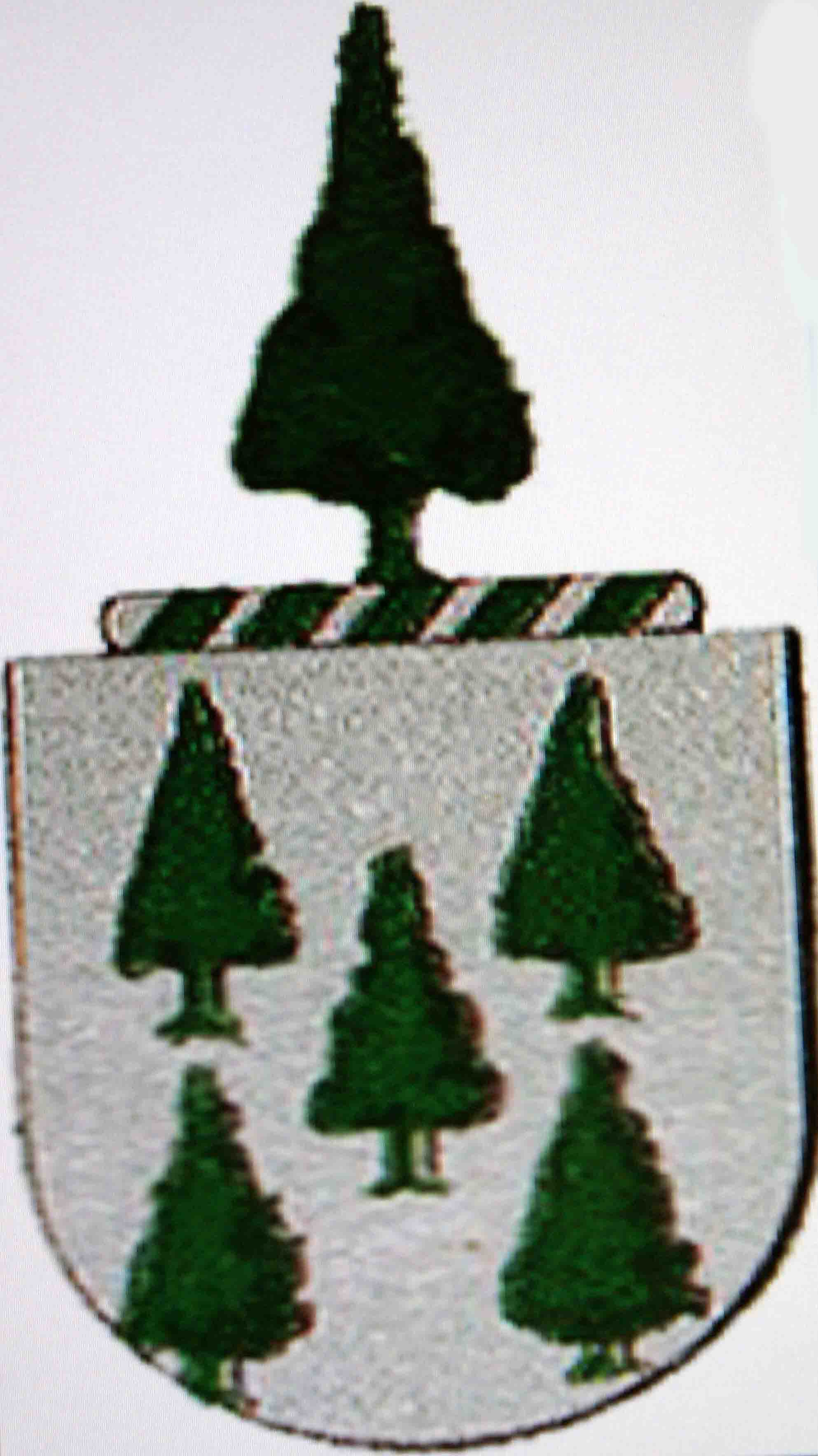
Brasão da Família Caldas.

Caldas é um apelido de família da onomástica das línguas língua castelhana e língua portuguesa de origem toponímica, do Reino das Astúrias.
Procede esta família em Portugal de D. Garcia Rodrigues de Caldas, que era um rico-homem de pendão e caldeira. Este D. Garcia Rodrigues de Caldas era natural da Reino das Astúrias que afiram os historiadores ser da Casa dos Senhor de Caldelas.
D. Garcia Rodrigues de Caldas  esteve junto com o rei de Castela D. Pedro I de Castela, "O Cruel", contra D. Henrique, conde de Trastâmara, pelo que quando D. Henrique de Trastamara ganhou a contenda e subiu ao trono com o nome de Henrique II de Castela teve de se refugiar para não ser morto, no Reino de Portugal, para onde veio na companhia do seu parente D. Fernando Anes de Lima.
Em Portugal foi casado com D. Leonor de Magalhães, que era Senhora de vários e poderosos se Senhorios, vindo assim, através do casamento parar às suas mãos as Quinta da Solda, Camposa de São Martinho de Vascões, na localidade de Paredes de Coura.
A apresentação da igreja de Camposa, na localidade de Vila de Arcos, e de São Martinho de Vascões. Também recebeu através da mulher os senhorios da Quinta de Vila Verde e de Paço de Coura localizados na freguesia de Vascões.

## Toponímia
Caldas é um sobrenome para o qual se encontram diferentes ramos e também diferentes explicações. Segundo alguns autores haveria relação com a cidade italiana de Caldes, para outros, teria relação com Luís Antônio de Oliveira, o Visconde de Caldas, em referência ao topônimo mineiro. Já os que buscam na Heráldica um brasão, poderão trombar com brasonários diferentes, devido à palavra Caldas nomear diferentes freguesias portuguesas. Buscando em sites de genealogia galega, encontra-se ainda o sobrenome Caldelas ou Caldellas, que um site diz ser uma forma diminuta do sobrenome Caldas.
Assim, é melhor falarmos não em uma família como um ente coeso, mas em diferentes veios que poderão ser ou não aparentados entre si, e apenas um estudo mais profundo o poderá revelar.

### Topônimos contendo Caldas
Entre as regiões, em Portugal, que trazem Caldas em seu nome figuram: a cidade de Caldas da Rainha, no distrito de Leiria; a nascente termal Aldeia de Caldas da Felgueira; a freguesia de Caldelas (Guimarães), antiga Vila de Caldas das Taipas; a freguesia de Caldas de São Jorge, no concelho de Santa Maria da Feira; a freguesia de São Miguel de Caldas de Vizela; e a freguesia de São João de Caldas de Vizela.
Na Galiza, existe ainda o concelho de Caldas de Reis, na província de Pontevedra
Tendo em vista que sobrenomes podem tanto surgir de um topônimo quanto dar origem a esse, e que diferentes topônimos podem gerar derivações de um mesmo sobrenome, ou um sobrenome pode se referir a topônimos diferentes, é possível que alguns dos veios do sobrenome Caldas tenham suas origens em algumas dessas localidades.

## Família Caldelas da Galiza
Essa família procede de uma maneira diminutiva do sobrenome Caldas, e entre suas variações figura o sobrenome Caldellas. Está documentada no século XII, conforme cita site de genealogia galega: Frenandus Sanctii de Caldellas (doc ano 1182 en E. Rivas Quintas - Onomástica persoal do noroeste hispano, 1991, p 535). A distribuição dessa família e o seu brasão poderão ser consultados no site galego  infracitado.

## História da família Caldas no Brasil -Ceará
Descendem de Francisco José da Costa Caldas, e sua esposa Dona Maria do Céu da Costa Caldas, que, tal como consta na bibliografia consultada, foram proprietários de:
(…) vasta extensão de terras agrícolas que começavam no alto da Serra do Araripe e se estendiam até às planícies do sítio Cabeceiras, irrigadas por várias fontes de água, tendo de permeio o rio Grande. Essas terras, que tomaram de seu primitivo dono o nome de Caldas,(…) e se seguem as subdivisões das mesmas. (A FAMÍLIA CALDAS: Do Município de Barbalha, página 15)
A citada fonte bibliográfica não demonstra certeza da origem étnica de Francisco José da Costa Caldas, pairando dúvida se era português nato. Sabe-se de um irmão sacerdote: Joaquim José da Costa Caldas, vigário da Freguesia de Missão Velha, vizinha às terras Caldas, entre os idos de 1820 e 1830, segundo João Brígido na obra, Ceará - Homens e Fatos (1919), e o mesmo tendo sido também registrado nos artigos do historiador cearense Pe. Antônio Gomes de Araújo, citados por esta bibliografia.

## Personalidades da família
- Marco Antônio Proença Caldas (1962) - empresário.
- Walker Lage Caldas (1955) - Ufólogo, primo de Lúcio Boro.
- Alfredo Augusto Caldas Xavier (1852—1896) - militar, engenheiro, explorador e administrador colonial português.
- António Pereira de Sousa Caldas (1762—1814) - sacerdote católico, poeta e orador sacro brasileiro.
- Breno Caldas - jornalista brasileiro.
- Cândido Caldas (1889—1966) - militar e político brasileiro.
- Caldas Júnior (1868—1913) - jornalista e empresário brasileiro, fundador do Correio do Povo.
- Carlos Caldas - médico português.
- Domingos Caldas Barbosa - (c.1739-1800) -  criador da Modinha3
- Eduardo Caldas (1984) - ator brasileiro.
- Francisco José de Caldas (1768-1816) - cientista (botânico) colombiano.
- José Antônio Caldas (1783) - padre republicano alagoano que participou da Confederação do Equador, Guerra Cisplatina e Guerra dos Farrapos.
- Luiz Caldas (1963) - compositor e cantor brasileiro.
- Miguel Castro Caldas - escritor português.
- Zanine Caldas - (1919—2001) - paisagista, maquetista, escultor, moveleiro e arquiteto brasileiro.
- Sebastião de Castro Caldas - administrador colonial português.
- Sílvio Caldas (1908—1998) - cantor e compositor brasileiro.

## Acervos Museográficos
- Acervo do Projeto Sangue e Terra, SAM - Salas de Acervos Materiais, Departamento de Pesquisa, da Clio Museu de Cultura Material: bibliografias, sitada à cidade de Nova Lima, MG. Clio Museu de Cultura Material. Consulta in loco.